# Francesca Olivoni
Francesca Olivoni (Sansepolcro, 14 novembre 1984) è una copilota di rally italiana.

## Carriera
Esordisce nella FIA Alternative Energies Cup nel 2010. Nel 2012, in coppia con Isabelle Barciulli, si piazza all'undicesimo posto assoluto, mentre l'anno successivo, gareggiando con Guido Guerrini, ottiene tra gli altri risultati il secondo posto al Tesla Rally di Belgrado e il terzo all'Ecorally della Mendola, laureandosi vicecampione del mondo copiloti alle spalle di Fulvio Ciervo.
Nel 2016, sempre con Guido Guerrini, ha vinto l'Ecorally di San Marino su Abarth 500 a gpl, mentre nel 2019 ha partecipato su Audi e-tron a due gare della FIA E-Rally Regularity Cup e ha chiuso al secondo posto il Campionato italiano energie alternative gareggiando in coppia prima con Guido Guerrini e poi con Cesare Martino su SEAT León a biometano della scuderia Piccini Paolo Spa - Etruria Racing.
Nel 2020 si è laureata campionessa italiana gareggiando sempre in coppia con Cesare Martino su Seat Leon e ha chiuso al secondo posto la FIA E-Rally Regularity Cup partecipando con Guido Guerrini su VW e-Golf.